# Dobrnja (Banja Luka)
Dobrnja (szerbül: Добрња), település Banja Luka községben, Bosznia-Hercegovinában, Bosanska krajina területén, a Szerb Köztársaságban. 

## Fekvése
Bosznia-Hercegovina északi részén, Banja Luka központjától légvonalban 18, közúton 24 km-re délnyugatra, a Manjača-fennsíkon és a Dobrnjsko polje nagy részén, 490-1080 méteres tengerszint feletti magasságban található. Beosztott falvak: Vranješi, Grabovica, Dobrnja, Đakovići, Kadina voda, Milakovići, Savići és Šipke. Határán átfolyik a Grabovička folyó. A legfontosabb források a Bojanića vrelo, a Mlinište, a Marina voda, a Ljeskovica és a Tučenac.

## Népessége
| Nemzetiségi csoport | Népesség 1991 | Népesség 2013 |
| ------------------- | ------------- | ------------- |
| Szerb               | 130           | 74            |
| Bosnyák             | 0             | 0             |
| Horvát              | 0             | 0             |
| Jugoszláv           | 0             | 0             |
| Egyéb               | 0             | 0             |
| Összesen            | 130           | 74            |

## Története
A régészeti leletek tanúsága szerint Dobrnja területe már az őskorban is lakott volt. A Crkvena nevű lelőhelyen egy alacsony dombtetőn falak és kerámia maradványok találhatók, valószínűleg vaskorból. A római korban falun áthaladt a Salona (Solin) - Servicium (Gradiška) római út egyik ága. A Hrast lelőhelyen salakot és egy római korból származó falmaradványt találtak, a Debela međa lelőhelyen pedig egy római erőd és egy középkori nekropolisz maradványait találták, 18 stećakkal. A település középkori életéről tanúskodnak az ebből az időszakból származó nekropoliszok Mramorje (nyolc stećak) és Pobrđani (hat stećak) középkori temetőinek maradványai a fennmaradt sírkövekkel.
A település 1878-ig tartozott az Oszmán Birodalomhoz, ekkor a berlini kongresszus határozata alapján az Osztrák-Magyar Monarchia része lett. 1879-ben az első osztrák-magyar népszámlálás során a Banja Luka-i járáshoz tartozó településnek 87 háztartása és 873 ortodox lakosa volt. 1910-ben a Banja Luka-i járáshoz tartozó településen 141 háztartást, 1255 ortodox, 12 muszlim és 1 katolikus lakost találtak. A hagyomány szerint Kadina Voda faluban volt egy fogadó. Az osztrák-magyar uralom idején ott állomásozott az osztrák-magyar hadsereg és a csendőrség. A monarchia szétesésével 1918-ban előbb a Szerb-Horvát-Szlovén Királyság, majd 1929-től a Jugoszláv Királyság része. 1921-ben a községnek összesen 182 háztartása és 1386 lakosa volt. Jugoszlávia megszállása után a Független Horvát Állam (NDH) része lett. A második világháború után a szocialista Jugoszláviához tartozott. A daytoni békeszerződést követő területfelosztásnál Banja Luka község részeként a Szerb Köztársaság területéhez került.

## Nevezetességei
- Debela Međa – római erőd és középkori temető maradványai. A lelőhely egy magaslaton található, melynek központi részén falmaradványok találhatók, mészhabarcs és római téglák darabjaival. A magaslat lábánál késő középkori temető található, 18 stećak sírkővel.[4]

- Dorbnja Podbrđani – középkori temető maradványai 6 darab, nyugat-keleti tájolású stećakkal.[4]

- Gradina Crkvena – őskori erődítmény maradványai egy alacsony dombtetőn, kötőanyag nélkül rakott falak maradványaival.[4]

- Mramorje – középkori temető maradványai 8 darab, nyugat-keleti tájolású stećakkal.[4]

## Fordítás
- Ez a szócikk részben vagy egészben  a(z)    Добрња (Бања Лука)  című szerb Wikipédia-szócikk ezen változatának fordításán alapul.  Az eredeti cikk szerkesztőit annak laptörténete sorolja fel. Ez a jelzés csupán a megfogalmazás eredetét és a szerzői jogokat jelzi, nem szolgál a cikkben szereplő információk forrásmegjelöléseként.